# Push (TV-serie)
Push är en tysk dramaserie som hade premiär den 1 mars 2024 på ZDF. Serien som är skapad av Luisa Hardenberg består av sex avsnitt hade premiär på SVT Play den 2 oktober 2024.

## Handling
Serien kretsar kring barnmorskorna Nalan, Anna och Greta där frågor om liv och död vardag. Deras klinik står inför en rättstvist eftersom ett behandlingsfel ska ha inträffat vid en förlossning där ett barn fick en hjärnskada.

## Rollista (i urval)
- Mariam Hage – Nalan Arzouni
- Anna Schudt – Anna Koch
- Lydia Lehmann – Greta Malinger
- Katja Hutko – Irina Petrenko
- Katia Fellin – Charlotte Mohn